# Viktor Vlassov (basket-ball)
Pour les articles homonymes, voir Viktor Vlassov.
Viktor Petrovitch Vlassov, en russe : Виктор Петрович Власов, né le 1er septembre 1925, à Moscou, dans la République socialiste fédérative soviétique de Russie, mort en novembre 2002, est un ancien joueur soviétique de basket-ball. 

## Palmarès
Joueur
- Finaliste des Jeux olympiques 1952
- Champion d'Europe 1951
- Champion d'Europe 1953
- 3e du championnat d'Europe 1955